# Fort Hope Airport
Fort Hope Airport är en flygplats i Kanada.   Den ligger i provinsen Ontario, i den sydöstra delen av landet, 1 100 km nordväst om huvudstaden Ottawa. Fort Hope Airport ligger 269 meter över havet. Den ligger vid sjöarna  Eabamet Lake och Rond Lake.
Terrängen runt Fort Hope Airport är platt. Runt Fort Hope Airport är det mycket glesbefolkat, med 2 invånare per kvadratkilometer.. 
I omgivningarna runt Fort Hope Airport växer i huvudsak blandskog.